# Смоляниново (Луганская область)
Смоляниново (укр. Смолянинове) — село, относится к Новоайдарскому району Луганской области Украины. 27 февраля 2022 года было занято ВС РФ и НМ ЛНР.

## История
Слобода являлась центром Смольяниновской волости Старобельского уезда Харьковской губернии Российской империи.
Население по переписи 2001 года составляло 1297 человек.

## Известные уроженцы
- Чернявский, Никита Антонович (1920—1993) — украинский советский поэт, прозаик, журналист.

## Местный совет
93532, Луганская обл., Новоайдарский р-н, с. Смоляниново, ул. Ленина, 93.